# Nāḩiyat al Laţīfīyah
Nāḩiyat al Laţīfīyah (arabiska: ناحية اللطيفية) är ett underdistrikt i Irak.   Det ligger i provinsen Bagdad, i den centrala delen av landet, 40 km söder om huvudstaden Bagdad.